# مصرفية إسلامية

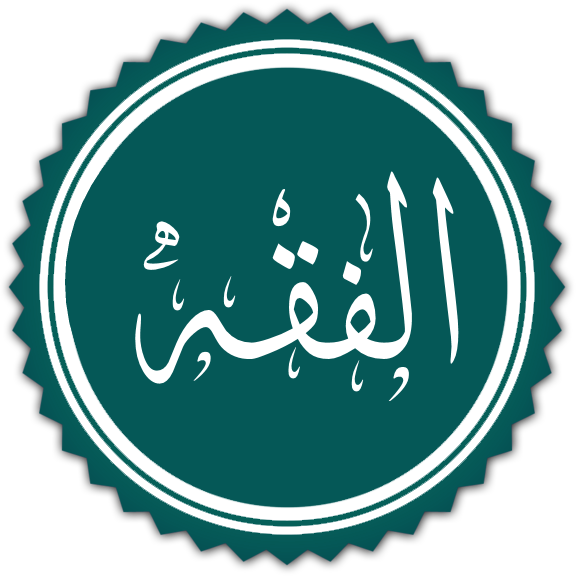

المصرفية الإسلامية أو الصيرفة الإسلامية (بالإنجليزية: Islamic Banking) ويقصد بها النظام أو النشاط المصرفي المتوافق مع الشريعة الإسلامية. حيث أن الفائدة التي تدفعها المصارف عن الودائع أو التي تأخذها عن القروض تدخل في حكم الربا، الذي يعد من الكبائر. وقد تم إنشاء أول مصرف إسلامي في دبي أوائل سبعينات القرن الماضي، ثم أنشئ العديد من المصارف الإسلامية بعد ذلك التي بلغت حو500 مصرف في جميع أنحاء العالم ومن أشهرها مصرف فيصل الإسلامي ومصرف دبي الإسلامي.

## المصارف الإسلامية
المصرف هو مؤسسة مالية، هدفها المعلن هو تسهيل المعاملات المالية للعملاء وحفظ الأموال وتشغيلها.
نشأت وتطورت المصارف في أوروبا على أمتداد 400 عام ولكن عند أنتقالها إلى المجتمعات الإسلامية واجهت رفضاً من المسلمين لان طبيعة عملها مخالفة لقواعد التعامل الإسلامي من عدة نواحي، أهمها التعامل بالربا (الفوائد)، إضافة إلى نواحي تفصيلية أخرى كثيرة.

### ظهرت المصارف الإسلامية بعدة طرق
أولها:
إنشاء المصارف على الأساس الإسلامي مثل بيت التمويل الكويتي ومصرف فيصل الإسلامي والمصرف الإسلامي الأردني والمصرف الإسلامي الفلسطيني ومصرف أبوظبي الإسلامي ومصرف دبي الإسلامي.
ثانيها:
توفير الخدمة المصرفية الإسلامية من مصارف عاملة على النظام التقليدي
بسبب وجود طلب على الخدمات الإسلامية وذلك بطريقتين:
1. افتتاح مصارف إسلامية تتبع المصارف الأصلية في الأدارة والملكية ومنفصلة عنها حسابياً. وقد تحمل أسماء مختلفة عن المصرف الأصلى مثل المصرف العربي الإسلامي الدولي الذي يتبع المصرف العربي المحدود ومصرف القاهرة عمان الإسلامي الذي يتبع مصرف القاهرة عمان.
2. تقديم خدمات المعاملات الإسلامية من خلال المصرف الأعتيادي حيث تكون تحت رقابة شرعية غالباً رجل دين إسلامي أو مجمع فقهي وهو الأكثر أتنشاراً في المصارف الغربية مثل مصرف (HSBC) الذي يوفر حساب مسمى أمانة يخضع لرقابة من قبل هيئة إسلامية ويتم تسويق الحساب إلى الأقلية الإسلامية في المملكة المتحدة بريطانيا.

## الخدمات المصرفية في المصارف الإسلامية
يقدم المصرف الإسلامي نفس الخدمات التي يقدمها المصرف العادي بأستثناء الخدمات التي تحتوى على الفائدة التي تعتبر ربا محرم في الشريعة الإسلامية.
ويمكن تقسيم الخدمات التي تقدمها المصارف الإسلامية إلى قسمين رئيسين:
1. خدمات مصرفية لعمليات ائتمانية
2. خدمات مصرفية لا تشمل عمليات ائتمانية.

## خدمات مصرفية أئتمانية
يتم تنفيذها كعمليات استثمارية وهي بديلة للخدمات الأتمانية المحسوبة بالفائدة في المصارف العادية وهي:

### المرابحة
نوع من أنواع البيوع وهي بيع بضاعة بنفس السعر التي أشتراها بها البائع مع أضافة ربح معلوم بنسبة من سعر الشراء أو مبلغ أضافي محدد مسبقاً بناء على وعد بالشراء من العميل وهي تسمى المرابحة المصرفية وهي أن يوقع عقد بين من يريد شراء بضاعة والمؤسسة المصرفية الإسلامية حيث تقوم المؤسسة المصرفية بشراء البضاعة ومن ثم تضيف على الثمن الأصلى مبلغ أضافي كمصاريف أضافية ومن ثم تبيعها لمن يريد شراء البضاعة (العميل) عن طريق أقساط يدفعها العميل، وهذا ما يبرر عدم شرائه للبضاعة مباشرة من مالكها الأول.

### الإجارة
هي من العقود الشرعية المعلومة في الفقه الإسلامى وأساسه أنه بيع لمنافع الأشياء مع بقاء أصولها في ملكية البائع. أي أنه بموجب عقد الإجارة يبيع مالك الأصل منفعته أو الخدمة المنوطة بذلك الأصل وتظل ملكية الرقبة للبائع وذلك مقابل أجر يدفعه المستأجر للأصل الذي استأجره يتفق عليه بين الطرفين وذلك في خلال مدة معلومة هي مدة الإجارة للأصل، فإذا انتهت المدة يعود الأصل إلى مالكه والذي يملك بعد ذلك أن يبيعه لأى جهة سواء كانت تلك الجهة هي المستأجرة للأصل ابتداء أو غيرها كما يملك أيضاً أن يؤجره إلى أي جهة أخرى، فضلاً عن أن هناك أسلوب الإيجار المنتهى بالتمليك.
والفائدة الحقيقية من عقد الإجارة هي أن الأصول الرأسمالية التي يحتاج إليها العملاء مثل الأوناش الضخمة والأجهزة أو الآلات ذات التكلفة المرتفعة وغيرها قد تكون تكلفتها أكبر بكثير مما يحتمله رجال الأعمال فيمكن للمصرف بما لديه من أموال أن يوفر تلك الأصول ويؤجرها إلى رجال الأعمال مقابل أجرة عن الأصل يتفق عليها وخلال فترة زمنية يحددها عقد الإجارة. وبذلك يتحصل المستأجر على منفعة الأصل مقابل تكلفة محددة تكون في مقدوره عادة. وبلا شك أن هذا الأسلوب من المعاملات يحقق العديد من المزايا للمستأجرين حيث يوفر لهم جزءاً كبيراً من السيولة النقدية التي يمكن توجيهها إلى التشغيل دون اللجوء إلى الاقتراض لشراء وملكية هذه الأصول كما أن تكلفة الإجارة تحمل على حساب الأرباح والخسائر وبالتالى فهى لا تدخل ضمن الوعاء الخاضع للضريبة كما أن إجارة الأصل تساعد المستأجر على مواكبة التطورات في مجال تكنولوجيا الأجهزة والمعدات كما أن تكاليف الصيانة عادة ما تتحملها الشركات المؤجرة للأصل حتى يبقى الأصل على حاله التي تُمكن المستأجر من الانتفاع به.

### الإجارة المنتهية بالتمليك
وهو أن يقوم المصرف بشراء عقار ومن ثم توقيع عقد أجارة منتهي بالتمليك مع مستأجر لمدة محددة عند أنتهاء هذة المدة يقوم المصرف بنقل ملكية العقار إلى المستأجر مع أعطاء خيار للمستأجر أن يمتلك العقار قبل أنتهاء المدة بأن يدفع مبالغ محدد كيفية حسابها عند توقيع العقد.

### الإجارة الموصوفة بالذمة
وهذا النوع شبية بالنوع السابق لكنة ليس في عقار وأنما أجار المنفعة لمنقولات مثل سيارة أو يخت موصوفة وصف دقيق يمنع الجهالة والأختلاف بين المصرف الإسلامي والعميل.

### بيعالسلم
'السلم' لغة: هو السلف وزناً ومعنىً، ويطلق على الاستسلام كما يطلق على شجر العضاة واحده سلمة
اصطلاحاً: في الاصطلاح الفقهي السلم هو (بيع آجل بعاجل) أو (دين بعين) أو هو (بيع يتقدم فيه رأس المال _أي الثمن_ ويتأخر فيه المثمن _أي المبيع_ لأجل مسمى) أو هو (بيع موصوف بالذمة) أو هو (أن يسلف عوضاً حاضراً في عوض موصوف في الذمة إلى أجل). وهذه التعاريف كلها بمعنى واحد ولا خلاف بينها إلا من حيث اللفظ وهو غير مؤثر
هو دفع المال في الوقت الحالي واستلام البضاعة في المستقبل وهو عكس الائتمان

### الاستصناع
عقد الأستصناع هو عقد يبرم مع جهة مصنعة بحيث تتعهد بموجبه بصنع سلعة ما وفقا لشروط معينة يفرضها المصرف «المصرف الإسلامي» وعند حلول الأجل يقدم الصانع منتوجه «يقبلها المصرف في حالة وافت الشروط المطلوبة» بعد ذلك يبيعها المصرف على أنها سلعة خاصة «مصنعة محليا»، وفائدة المصرف هو المبلغ الزائد عن التكلفة الكلية للسلعة والتي يحددها المصرف ذاته.
والسلعة«المصنوع» تعد حسب الطلب: مبان أو آلات أو أجهزة أو سلعاً استهلاكية أوإنتاجية....وهكذا.

### المضاربة
أن يقدم المال طرف، ويكون العمل والاستثمار والإدارة له من طرف آخر، ويكون الربح بينهما حسب النسبة التي يتفقان عليها وتقع نسبة المخاطرة في الخسارة على الطرفين بحيث يخاطر مقدم المال بخسارة رأس المال فقط وأى مخاطر إضافية (من ديون وخلافه) تقع على المستثمر.

### المشاركة
أن يقدم الطرفان المال بينما الإدارة قد تكون من الطرفين أو أحدهما على شرط أخذ مبلغ اضافي من صافي الربح مقابل المجهود وسمي بالمشاركة لأن شرطه مشاركة الطرفين للربح والخسارة كما يحق لأي من الأطراف أن يبيع مساهمته لطرف ثالث خلال مدة العقد

### القرض الحسن
هو قرض يدفعة المصرف وفق شروط معينة متفق عليها ولا يقاضى المصرف أي زيادة عند سداد المبلغ من قبل المقترض.

## خدمات مصرفية لا تشمل عمليات ائتمانية
هي الخدمات المصرفية التي لا تتضمن عمليات ائتمانية فيتم تنفيذها كخدمة مصرفية يتم أخذ عمولة أجر مقابل تقديم الخدمة، وهي نفس الخدمات المؤداة في المصارف العادية وتختلف معها في بعض النقاط سنحاول توضيحها.
وهي على شكل المثال لا الحصر:

### الحسابات الجارية
وهي خدمة توفرها المصارف الإسلامية كما هي في المصارف العادية وهي قبول والأحتفاظ كأمانة بأموال يودعها العملاء لاتضاف عليها أي فائدة ولا تتحمل أي مخاطر ويمكن للمصرف ان يضيف عليها جوائز غير مسبقة التحديد، وتسمح بعض المصارف الإسلامية بالسحب على المكشوف لبعض العملاء لا تتقاضى عليها فوائد أنما يكون كقرض حسن يخضع لشروط محددة متفق عليها.

### الودائع لأجل
وهي تختلف أختلاف جذري عن مثيلاتها في المصارف العادية التي تضمن أصل الوديعة والفائدة عليها، حيث أن المصارف الإسلامية لا تضمن الأصل وغير مشروطه بنسبه محددة. وإنما يكون دور المصرف كوكيل للمودع في مواجهة المستخدميين لهذا المال.
وهذه الوكالة على نوعين:

#### وكالة فيها تفويض من المودعين باستثمار الودائع في أي مشروع
وهو ما يسمى بالودائع العامة حيث تقوم المصارف الإسلامية يتقديم الخدمات الأتمانية السابقة الذكر حيث يتم إنشاء وعاء يتم وضع الأرباح فيه وتوزيعها على المودعين بنظام النمر (أي المبلغ مضروباً في المدة) بعد استقطاع حصة
المصرف مقابل الوكالة أو الإشراف.

#### وكالة فيها تقييد من المودعين باستثمار ودائعهم في مشروعات محددة
يقومون بدراستها والموافقة عليها وتحمل مخاطرها وتعود إليهم أرباحها بعد استقطاع حصة المصرف مقابل الوكالة والإشراف، وهذا ما يسمى في مصطلح المصارف الإسلامية بالودائع المخصصة.
قد يظهر أن هذا النوع يشكل زيادة في نسبة المخاطرة في الوديعة حيث أن المصرف ممكن ان يقوم بأستثمار المال في مشاريع خاسرة ويوجد حلول شرعية حيث يمكن أن يحتوى عقد الوديعة على عقد تأمين يؤمن على رأس المال وهو النظام المتبع في النظام المصرفي الإيراني. ويوجد حل آخر هو أيجاد طرف ثالث يكفل رأس المال المودع ويكون هذا الطرف مرتبط بالمصرف الإسلامي بشكل ما.

### الاعتمادات المستندية
ويعرف الاعتماد المستندي بأنه طلب يتقدم به المتعامل من أجل سداد ثمن مشتريات بضائع من الخارج. حيث تعد من أهم الخدمات المصرفية التي تقدمها المصارف، حيث تعد أساس الحركة التجارية (الاستيراد - التصدير) في كافة أنحاء العالم والتي تنفذ من خلال شبكة المراسلين للمصارف حول العالم.
المصارف الإسلامية تؤدي هذة الخدمة بأسلوبين:
الأسلوب الأول: أن يسدد العميل كامل المبلغ للمصرف ويتولى المصرف فتح الأعتماد وتسديد مبلغ قيمة الأعتماد بالعملة المطلوبة وهنا يتقاضى المصرف الإسلامي رسوم خدمة.
الأسلوب الثاني: وهو تنفيذ الاعتماد المستندي كائتمان مصرفي يتم بتسديد المتعامل جزء فقط من قيمة الاعتماد ويقوم المصرف الإسلامي باستكمال سداد قيمة الاعتماد كعملية ائتمانية إسلامية بأحد الأشكال سابقة الذكر.

### خطابات الضمان
يعرف خطاب الضمان بأنه { تعهد كتابي يصدر من المصرف بناء على طلب المتعامل بدفع مبلغ نقدي معين أو قابل للتعيين بمجرد أن يطلب المستفيد ذلك من المصرف خلال مدة محددة ويجوز امتداد الضمان لمدة أخرى وذلك قبل انتهاء المدة الأولى }.
وهي لها أهمية كبيرة في التعاقدات والمقاولات والعطائات.
وتوجد أنواع متعددة لخطابات الضمان منها: خطاب ضمان ابتدائي، خطاب ضمان نهائي، خطاب ضمان دفعة مقدمة.
وينظر إلى خطابات الضمان من رؤيتين:
الأولى إذا سدد العميل كامل المبلغ ولا يوجد عملية أئتمانية يصدر المصرف خطاب الضمان.
الثانية إذا لم يسدد العميل كامل المبلغ يجب أن تتم المعاملة بأحد العمليات الأستثمارية الإسلامية
سابقة الذكر.

### الأوراق المالية
وهي الأسهم والسندات، والأسهم هي نصيب في شركات مساهمة عامة على شكل وحدات كل وحدة اسمها سهم مثلاً شركة رأس مالها 1,000,000 دينار أردني مقسمة على شكل أسهم عددها 1,000,000 سهم قيمة كل سهم دينار أردني.
والخدمات التي تقدمها المصارف الإسلامية بما يرتبط بالأسهم:
- الاكتتاب: وهي عملية استقبال طلبات الحصول على أسهم عند طرحها للاكتتاب للشركات الجديدة ويتقاضى المصرف الإسلامي أجرا عن ذلك.
- حفظ الأسهم: يقوم المصرف الإسلامي بحفظ الأسهم للمتعامل ويتقاضي أجرا.
- بيع وشراء الأسهم: يقوم المصرف الإسلامي ببيع وشراء الأسهم كوكيل عن العميل مقابل أجر.
- - صرف أرباح الأسهم: يقوم المصرف بصرف أرباح الأسهم نيابة عن الشركات كوكيل مقابل أجر عن الخدمة.

يشترط عدم تعامل هذة الشركات بالخمور ومنتجات الخنزير والقمار وكل ما حرمه الشرع.
أما السندات هي أوراق مالية يحصل حاملها على عائد معروف محدد مسبقاً لذلك المصارف الإسلامية لا تتعامل بها.
و – الصرف الأجنبي: وهو بيع وشراء العملات ويتقاضى المصرف عليها أجراً.

### الحوالات
وهي عملية تحويل أموال من منطقة إلى منطقة أخرى ويتم تأديتها كخدمة يتقاضى عليها أجراً.
ويجب أن نشير في النهاية أن الخدمات التي تأديها المصارف الإسلامية تتطور وتتغير مع تطور الأراء والفتوى الشرعية.
التعريف السابق صحيح،
إلا أن ما هو معمول به لدى المصارف جميعا يسمى سفتجة عند الفقهاء ويدخل فيه إشكالية الصرف والتحويل في نفس الوقت والمعاملة.

## آراء مغايرة
يرى عدد محدود من فقهاء المسلمين مثل شيخ الأزهر د. محمد سيد طنطاوي أن لا حرمة في معظم معاملات المصارف التقليدية وقد خص بالذكر أنه يحل للمسلم أخذ فائدة عن المبالغ التي يودعها في المصرف وكذلك الاقتراض من المصرف لغرض إقامة المشاريع أو شراء العقارات والسيارات. لكن هذه الاراء تعتبر شاذة عن إجماع بقية الفقهاء[وفقًا لِمَن؟]، ويرى البعض انها تصدر فقط من «فقهاء السلطة».[وفقًا لِمَن؟]
كما يرى آخرون أنه لا يوجد فرق جوهري بين المصارف الإسلامية والمصارف العادية باستثناء تغيير المسميات.[وفقًا لِمَن؟]